# بولي براون
بولي براون (بالإنجليزية: Polly Brown)‏ هي مغنية بريطانية، ولدت في 18 أبريل 1947 في برمنغهام في المملكة المتحدة.

## وصلات خارجية
- بولي براون على موقع ميوزك برينز (الإنجليزية)
- بولي براون على موقع ديسكوغز (الإنجليزية)